# Felis (constelación)

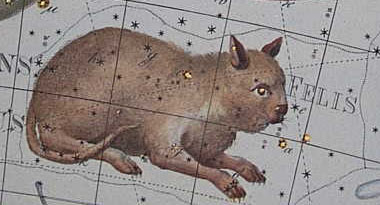
Constelación (obsoleta) de Felis.

Felis o el Gato es una antigua constelación creada en 1799 por el francés Joseph Jérôme de Lalande de estrellas entre Antlia y Hydra; sin embargo no aparece sino hasta el atlas de Bode Uranographia de 1801. Felis apareció en varios atlas, pero nunca fue ampliamente aceptada y no llegó a convertirse en una constelación oficial.